# Лісниці
Лісниці (богині, мамуни) — у слов'янській міфології злі духи, які обирають собі образ дівчини, яка подобається якомусь юнакові. Приходить до хлопця, коли йому вдев'яте присниться його кохана, і він нікому про це не скаже. Лісниця чіпляється до хлопця до кінця його життя. Якщо лісниця причепиться до вівчаря, то його вівці будуть пастися повсюди, але завжди приходитимуть назад і ніяка звірина не роздере їх. Якщо лісниці причепляться до когось, їм потрібно розповідати казки, бо вони страшенно цього не люблять.
Своїх дітей люблять ночами підкидати поліжницям (підміни), а їхніх забирати собі.